# Schistochila tasmanica
Schistochila tasmanica là một loài rêu trong họ Schistochilaceae. Loài này được Stephani mô tả khoa học đầu tiên năm 1909.
Danh pháp khoa học của loài này chưa được làm sáng tỏ. 